# 롤란다스 카르체마르스카스
롤란다스 카르체마르스카스(리투아니아어: Rolandas Karčemarskas, 1980년 9월 7일~)는 리투아니아의 축구 선수이다.
2000년 부천 SK (현 제주 유나이티드)에 입단하여 2000 시즌부터 2003 시즌까지 세 시즌 동안 활약하였다. K리그에서 등록명은 롤란을 사용하였다

## 통계

### 국가대표팀
| # | 날짜            | 장소   | 홈 팀      | 최종 결과 | 원정팀     | 대회      | 득점 | 비고 |
| - | --------------- | ------ | ---------- | --------- | ---------- | --------- | ---- | ---- |
| 1 | 1998년 8월 19일 | 빌뉴스 | 리투아니아 | 0 - 3     | 벨라루스   | 친선 경기 | -    | 77′  |
| 2 | 1999년 8월 18일 | 오슬로 | 노르웨이   | 1 - 0     | 리투아니아 | 친선 경기 | -    | 85′  |